# Patriarchal-Exarchat Irak
Das Patriarchal-Exarchat Irak ist ein immediates Exarchat der Melkitischen Griechisch-katholischen Kirche, dessen Gebiet den Irak umfasst. Es untersteht unmittelbar dem Melkitischen Patriarchen von Antiochien. Gegründet wurde es am 17. September 1838 vom Patriarchen der melkitischen griechisch-katholischen Kirche Maximos III. Mazloum. Der letzte, bis 2007 amtierende Patriarchal-Exarch war Erzbischof Georges El-Murr von Petra und Philadelphia, der dieses Amt in Nebenfunktion ausübte. Derzeit ist der Exarchatsitz vakant. Zum Exarchat Irak zählen ca. 600 Gläubige der Melkitischen Kirche, die von einem Eparchialpriester betreut werden. 

## Geschichte
Der erste melkitische griechisch-katholische Priester war Pater Macarios Andraos aus Aleppo (Syrien) († 1886). Er schloss sich zunächst den syrischen Katholiken im Bezirk Bagdad an. Ihm folgte 1886 Pater Romanos Kallab, der – zusammen mit der armenisch-katholischen Kirche – die erste melkitische Gemeinde gründete. Sein Nachfolger wurde 1926 Archimandrit Maximos Hakim. Er festigte die Gemeinde und begann mit dem Bau einer eigenen Kapelle in Akd en-Nassara (Bagdad). Es folgte der Bau der St.-Georg-Kirche in Karradeh (Bezirk Bagdad), die 1962 geweiht wurde. Die weiteren Patriarchal-Exarchen waren:
- 1964–1971 Archimandrit Isaïe Dakkar,
- 1971–1978 Archimandrit Basilios Kanakry, späterer Patriarchalvikar des Patriarchal-Exarchats Kuwait (1978–1991) und anschließend von 1991 bis 2002 Patriarchal-Exarch von Kuwait,
- 1979–1986 Archimandrit Laurent Fayçal BS und
- 1986–1997 Archimandrit Nicholas Dagher
- 1997–2007 Erzbischof Georges El-Murr